# 맷 그리버스
매슈 "맷" 그리버스(영어: Matthew "Matt" Grevers, 1985년 3월 26일 ~ )는 미국의 수영 선수이다. 2008년 베이징 올림픽, 2012년 런던 올림픽에서 각각 금메달을 땄다.

## 같이 보기
- 올림픽 다관왕 목록
- 올림픽 수영 남자 메달리스트 목록
- 수영 계영 400m 세계 기록 추이